# Taiki Bansei / Otome no Gyakushuu
Taiki Bansei / Otome no Gyakushuu (大器晩成 / 乙女の逆襲 Un Florecimiento Tardío / El Contraataque de una Chica?) es el 18° sencillo y el primero con el nombre de ANGERME. Salió el 4 de febrero de 2015 en 6 ediciones: 2 regulares y 4 limitadas. Las primeras versiones de las ediciones regulares incluyen una carta coleccionable aleatoria de 10 tipos dependiendo de la versión (20 en total). "Taiki Bansei" ha sido el ending del programa Mecha-Mecha Iketeru! de Fuji TV desde el 10 de enero de 2015.

## Lista de Canciones

### CD

#### Edición Regular A, Edición Limitada A & C
1. Taiki Bansei
2. Otome no Gyakushuu
3. Taiki Bansei (Instrumental)
4. Otome no Gyakushuu (Instrumental)

#### Edición Regular B, Edición Limitada B & D
1. Otome no Gyakushuu
2. Taiki Bansei
3. Otome no Gyakushuu (Instrumental)
4. Taiki Bansei (Instrumental)

### DVD

#### Edición Limitada A
1. Taiki Bansei (Vídeo Musical)

#### Edición Limitada B
1. Otome no Gyakushuu (Vídeo Musical)

#### Edición Limitada C
1. Taiki Bansei (Dance Shot Ver.)
2. Taiki Bansei (Jacket MV Satsuei Making & Offshot Eizou) (ジャケット・MV撮影メイキング＆オフショット映像)

#### Edición Limitada D
1. Otome no Gyakushuu (Dance Shot Ver.)
2. Otome no Gyakushuu (Jacket MV Satsuei Making & Offshot Eizou) (ジャケット・MV撮影メイキング＆オフショット映像)

### Event V "Taiki Bansei"
1. Taiki Bansei (Wada Ayaka Solo Ver.)
2. Taiki Bansei (Fukuda Kanon Solo Ver.)
3. Taiki Bansei (Nakanishi Kana Solo Ver.)
4. Taiki Bansei (Takeuchi Akari Solo Ver.)
5. Taiki Bansei (Katsuta Rina Solo Ver.)
6. Taiki Bansei (Tamura Meimi Solo Ver.)
7. Taiki Bansei (Murota Mizuki Solo Ver.)
8. Taiki Bansei (Aikawa Maho Solo Ver.)
9. Taiki Bansei (Sasaki Rikako Solo Ver.)

### Event V "Otome no Gyakushuu"
1. Otome no Gyakushuu (Wada Ayaka Solo Ver.)
2. Otome no Gyakushuu (Fukuda Kanon Solo Ver.)
3. Otome no Gyakushuu (Nakanishi Kana Solo Ver.)
4. Otome no Gyakushuu (Takeuchi Akari Solo Ver.)
5. Otome no Gyakushuu (Katsuta Rina Solo Ver.)
6. Otome no Gyakushuu (Tamura Meimi Solo Ver.)
7. Otome no Gyakushuu (Murota Mizuki Solo Ver.)
8. Otome no Gyakushuu (Aikawa Maho Solo Ver.)
9. Otome no Gyakushuu (Sasaki Rikako Solo Ver.)

## Miembros presentes
- 1ª Generación: Ayaka Wada, Kanon Fukuda
- 2ª Generación: Kana Nakanishi, Akari Takeuchi, Rina Katsuta, Meimi Tamura
- 3ª Generación (Sencillo debut): Mizuki Murota, Rikako Sasaki, Maho Aikawa

## Posiciones en listas

### Oricon

#### Rankings diarios y semanales
| Lun   | Mar      | Mié     | Jue     | Vie    | Sáb | Dom    | Puesto Semanal       | Ventas               |
| ----- | -------- | ------- | ------- | ------ | --- | ------ | -------------------- | -------------------- |
| -     | 2 26,931 | 2 4,741 | 2 1,753 | 14,197 | 9   | 14,496 | 2                    | 43,104               |
| 5     | 25       | 29      | 21      | 23     | 28  | 29     | 24                   | 2,288                |
| 17    | -        | -       | 33      | 32     | -   | -      | 69                   | 942                  |
| 14    | -        | -       | -       | -      | -   | -      | 107                  | 654                  |
| 3 885 | -        | -       | -       | -      | -   | -      | 59                   | 1,081                |
| -     | -        | -       | -       | -      | -   | -      | Fuera por 4 semanas. | Fuera por 4 semanas. |
| -     | -        | -       | -       | -      | -   | -      | 104                  | 509                  |

Total de Ventas Obtenidas: 48,578

#### Ranking Mensual
| Año  | Mes     | Puesto Mensual | Ventas |
| ---- | ------- | -------------- | ------ |
| 2015 | Febrero | 10             | 46,988 |

#### Ranking Anual
| Año  | Puesto Anual | Ventas |
| ---- | ------------ | ------ |
| 2015 | 145          | 48,578 |

### Recochoku Music Video Rankings
| Canción            | Puesto Diario | Puesto Semanal | Puesto Mensual |
| ------------------ | ------------- | -------------- | -------------- |
| Taiki Bansei       | 4             | 20             | 51             |
| Otome no Gyakushuu | 19            | 38             | -              |

### TOWER RECORDS
| Lista                   | Tienda            | Posición Más Alta |
| ----------------------- | ----------------- | ----------------- |
| Pre-Release Sales Chart | Kashiihama        | 1                 |
| Pre-Release Sales Chart | Oita              | 5                 |
| Pre-Release Sales Chart | Wakamatsu         | 5                 |
| Daily Single Charts     | Todas las Tiendas | 2                 |
| Daily Single Charts     | Kichijoji         | 3                 |
| Daily Single Charts     | Kurashiki         | 3                 |
| Daily Sales Charts      | Shibuya           | 1                 |
| Weekly Single Charts    | Todas las Tiendas | 2                 |
| Weekly Single Charts    | Kichijoji         | 5                 |